# Fluorapatite
La fluorapatite è un minerale appartenente al gruppo dell'apatite.

## Abito cristallino
Cristalli prismatici esagonali, sia allungati che tozzi, solo occasionalmente terminanti con piramidi a base esagonale. presente anche in masse granulari e croste colloformi o botroidali.

## Origine e giacitura
Assai comune, si trova come minerale accessorio nelle rocce eruttive di ogni tipo, in particolare nelle pegmatiti, in giacimenti ignei ricchi di ferro e in particolari filoni idrotermali. Comune anche in rocce sedimentarie marine di deposizione chimica, in depositi organogeni e in metamorfiti di ogni tipo.

## Forma in cui si presenta in natura
Cristalli prismatici esagonali, sia allungati che tozzi, solo occasionalmente terminanti con piramidi a base esagonale. presente anche in masse granulari e croste colloformi o botroidali
Con l'idrossiapatite, rinforza e forma lo smalto dei denti negli esseri umani.

## Località di ritrovamento
Assai comune, è rinvenibile in molti stati.

## Varietà
- Carbonato-fluorapatite